# Lesión pulmonar asociada al uso de cigarrillos electrónicos o al vapeo
La lesión pulmonar asociada al uso de cigarrillos electrónicos o al vapeo, conocida como EVALI (por sus siglas en inglés: E-cigarette, or Vaping, product use Associated Lung Injury), es una seria condición médica en que los pulmones de una persona pueden dañarse por las sustancias contenidas en los cigarrillos electrónicos y el vapeo de sus productos.
Vapear implica el uso de un cigarrillo electrónico conocido también como «e-Cigarette», «vaporizador», «vapeador», «vape» o «mod», que calienta una pequeña cantidad de líquido convirtiéndolo en un vapor que puede ser inhalado.  
La mayoría de los líquidos que contienen los cigarrillos electrónicos dominan sustancias como: propilenglicol y glicerol como ingredientes base para crear el vapor. También pueden contener otros compuestos que incluyen sabores artificiales, nicotina, tetrahidrocannabinol (THC), canabinoides (CBD) de petróleo, estaño, níquel y plomo.

## Síntomas
EVALI puede causar los siguientes síntomas:
- Falta de aliento.
- Tos;[3]
- Dolor de pecho;
- Fiebre,[3] escalofrío;
- Diarrea, náuseas, vómitos, dolor abdominal;[3]
- Arritmia, respiración rápida;
- Entre otros, según la gravedad.

## Etiología
Los investigadores han vinculado la vitamina E acetato (una forma sintética de la vitamina E que se encuentra en el THC) con el EVALI.  Cuando se inhala el vapor producido por el cigarrillo electrónico, este puede dañar los pulmones. El estudio ha detectado acetato de vitamina E en el líquido pulmonar en 48 de 51 pacientes diagnosticados con EVALI muestreados en 16 estados.  Por el contrario el líquido pulmonar recogido en personas sanas no muestra rastros de THC.
Debido a este y otros estudios el acetato de vitamina E se considera la causa principal del EVALI.

## Factores de riesgo

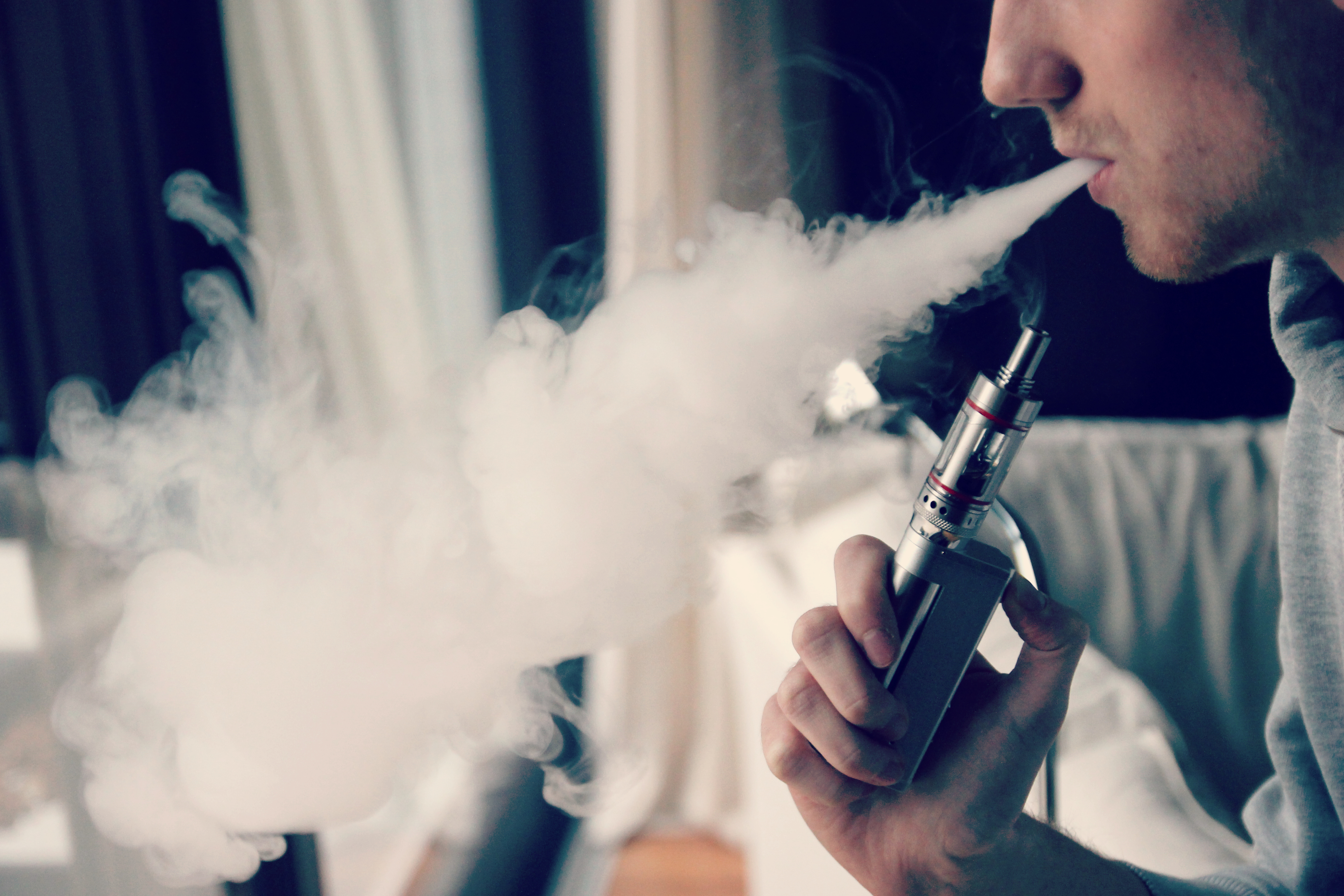
Hombre vapeando

El uso de dispositivos para vapear que contienen líquidos con ingredientes de THC se han asociado con la enfermedad.  Según los datos del Centro para el Control y la Prevención de Enfermedades (CDC) más de un 80% de las personas hospitalizadas por diagnosis de EVALI han reportado el uso de dispositivos de vapeo que contenían THC aunque muchos afirmaron utilizar otros productos que contenían nicotina. Hoy en día esta condición médica ha sido considerada una epidemia.

## Diagnóstico
El diagnóstico de EVALI puede ser un reto debido a que los síntomas de esta afección pulmonar son similares a los de otras enfermedades respiratorias como la neumonía e incluso el virus de la gripe estacional.
La prueba utilizada para diagnosticar EVALI es "diagnóstico por exclusión", lo que significa que un médico realiza varias pruebas para descartar otras posibles enfermedades o condiciones. Sin embargo, un médico puede sugerir los siguientes procedimientos:
- Oximetría
- Broncoscopia
- Muestras de nariz o pulmones
- Radiografías
- Tomografía computarizada
- Entre otras según el caso.[10]

## Tratamiento
Muchos de los afectados necesitan tratamiento hospitalario donde los medicamentos pueden ser controlados y cuentan con apoyo respiratorio artificial.
Los tratamientos pueden incluir:
- Corticosteroides (medicamentos que reducen la inflamación pulmonar y en todo el cuerpo);
- Asistencia respiratoria (recibir oxígeno suplementario a través de una cánula nasal);
- Antibióticos (fármacos que pueden evitar la propagación de afecciones bacterianas) mientras se identifica el EVALI;
- Antivirales (fármacos que evitan las infecciones virales como la gripe de temporada).[11]

## Pronóstico
Debido a que la enfermedad es tan reciente no existen datos que determinen cuál será la condición del paciente una vez es dado de alta en hospital. Generalmente se recomienda la visita a un neumólogo dentro de una a dos semanas luego de ser dado de alta y de someterse a pruebas de función pulmonar y oximetría de pulso.

## Fuente
- Dra. Pnina Weiss, Yale Medicine pediátrica neumóloga.
- Centers for Disease Control and Prevention, 2019.

- Datos: Q74061523